# Eemský interglaciál

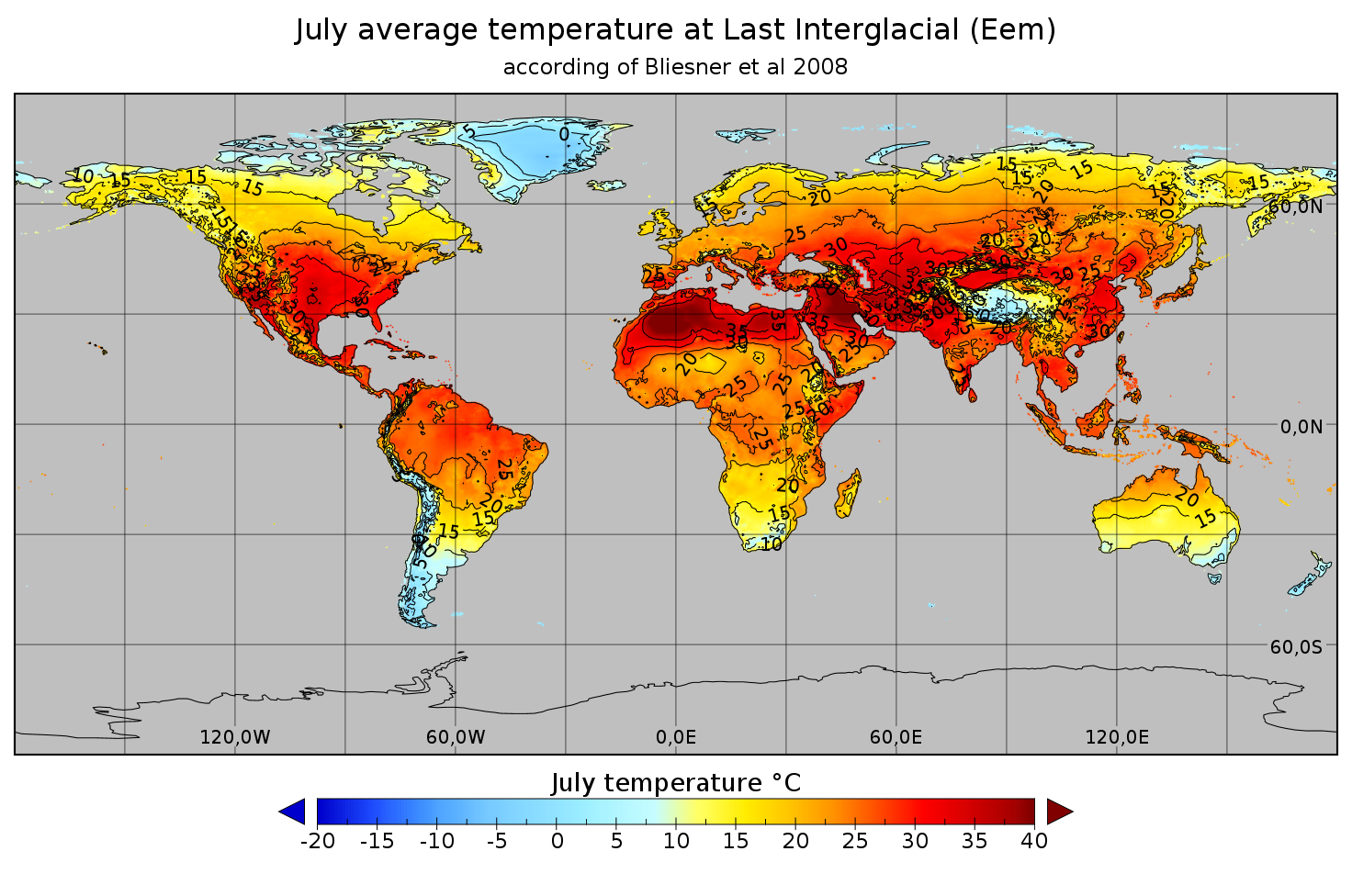
Průměrné červencové teploty

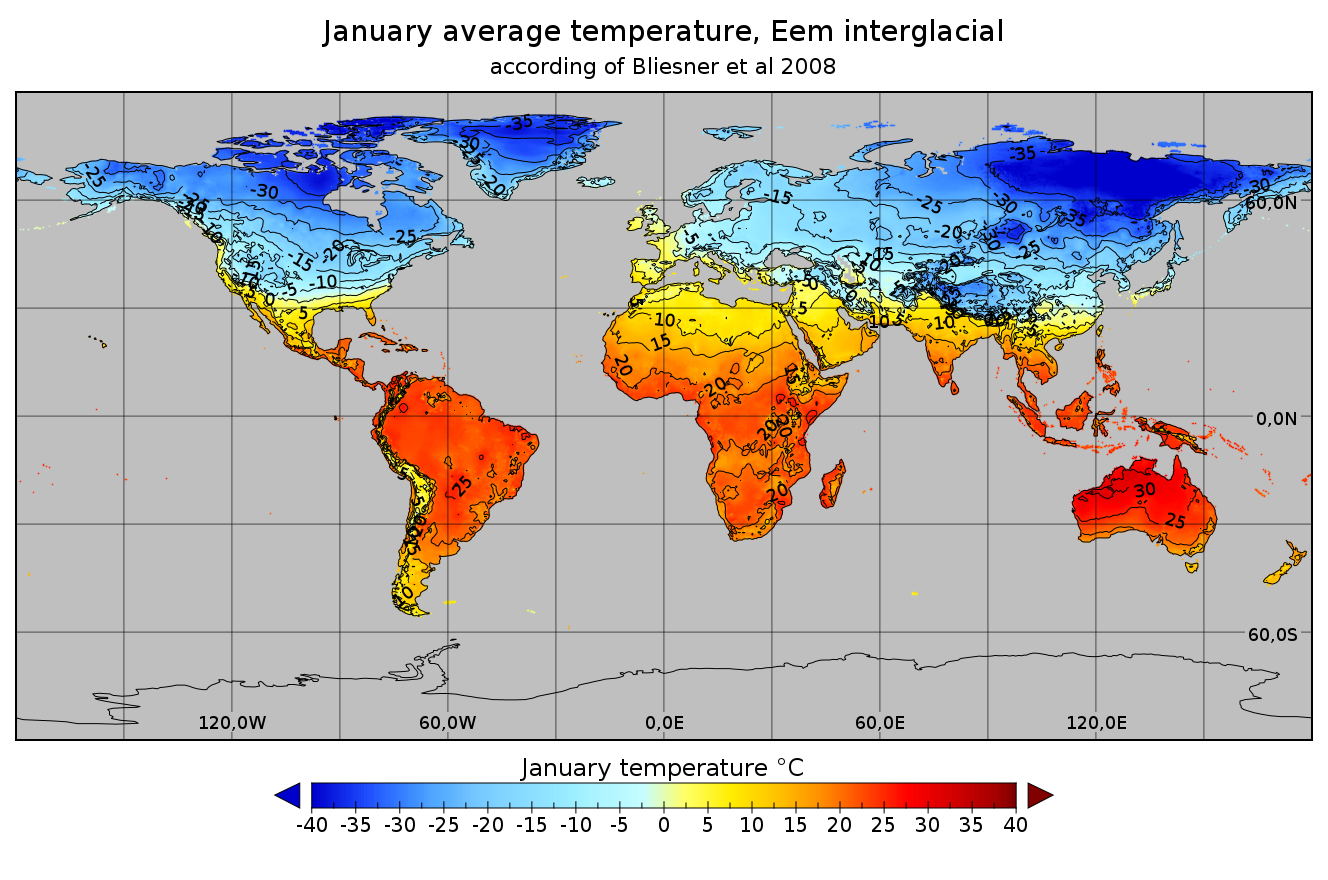
Průměrné lednové teploty

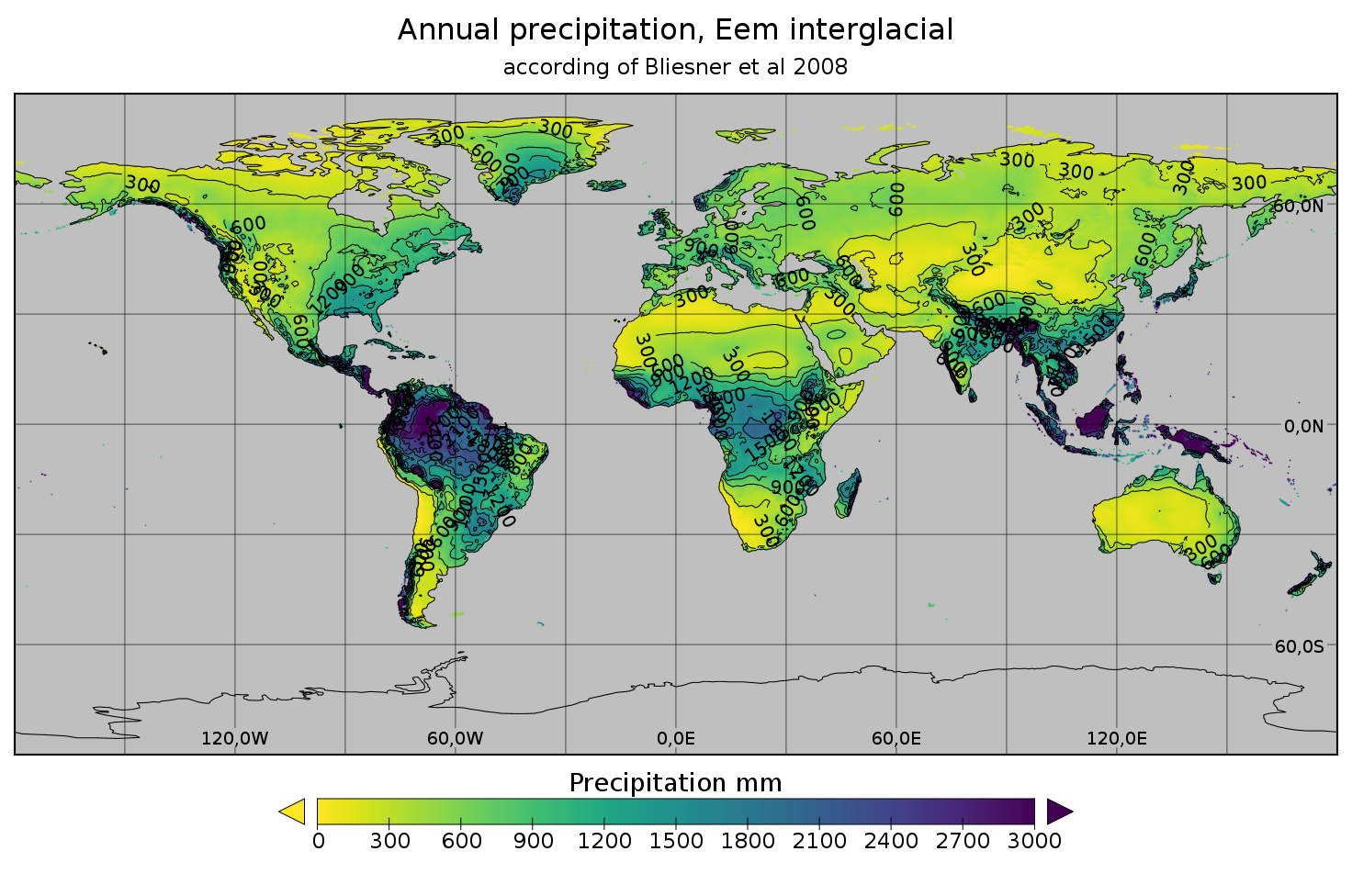
Průměrné srážky

Eemský interglaciál je nejmladší doba meziledová, která začala asi před 126 000 lety a skončila asi před 115 000 lety. Je pojmenována podle holandské řeky Eem, v jejímž korytě byly roku 1875 nalezeny ulity mořských plžů rodu Bittium, kteří se vyskytují ve Středozemním moři. Z toho vědci usoudili, že v té době muselo být klima teplejší než dnes. Někdy se eemský interglaciál označuje také jako Riss-würmský interglaciál podle dob ledových, které ho ohraničují.
V eemském období byla průměrná globální teplota nejméně o 5 °C vyšší než v holocénu. Hladina moře byla o 6 metrů výše než je dnes. Na Sibiři bylo v létě o 10 °C tepleji než dnes. Ledovců bylo méně, hranice lesa ležela zhruba o 600 km severněji, hladina světového oceánu mohla být až o osm metrů výše (údolí řeky Eem proto bylo zaplaveno mořem). V Evropě nebyl jen nepropustný les, ale i step. Středoevropskou vegetaci tvořily převážně jilm, habr, dub, bříza a líska, fauna zahrnovala vedle jelenů a medvědů také slony a nosorožce. Velký rozmach v této době zažila populace neandertálců.